# Arthur Hailey
Arthur Hailey (Luton,Engleska,5. travnja 1920. – Bahami,24. studenog 2004.) bio je engleski i kanadski književnik,romanopisac.

## Životopis
Arthur Hailey rođen je 5. travnja 1920. godine u Lutonu,Engleska od oca Georgea Haileya i majke Elsie Wright.Napustio je školu s 14 godina jer mu roditelji to nisu mogli priuštiti.Njegova majka ga je poticala da uči tipkanje i stenografiju.Potom je služio u Kraljevskim zračnim snagama tijekom Drugog svjetskog rata.Nakon što se preselio u Kanadu 1947. godine postao je prodavač za jednog proizvođača kamiona.
Pisanju se posvetio nakon što je na letu od Toronta do Vancouvera 1955. počeo razmišljati o tome što bi se dogodilo kad bi piloti dobili trovanje hranom i kad bi on morao prizemljiti zrakoplov.Do prizemljenja već je u glavi imao cijelu radnju.U sljedeća dva dana i pet noći napisao je scenarij za TV film Let u opasnost koji je postao popularan i promijenio mu život.Nakon što je njegov scenarij pretvoren u knjigu odlučio je i sam početi pisati knjige.Svoje prvo djelo Završna dijagnoza objavio je sljedeće godine.
Književni uspjeh doživio je 1968. godine nakon objevljivanja knjige Aerodrom,te filmskom adaptacijom te knjige s glumcima Burtom Lancasterom i Dean Martinom.
Hailey se 1969. preselio na Bahame i prestao pisati za veliko tržište.Objavio je 11 romana.
Umro je na Bahamima 24. studenog 2004. od srčanog udara.

## Vanjske poveznice
Umro A.Hailey